# Arnold (Nottinghamshire)
Arnold ist ein nordöstlich gelegener Vorort von Nottingham an der Stadtgrenze und gehört zum Bezirk Gedling. Die Stadt Arnold hat etwa 35.900 Einwohner (Stand 2000). Der Name stammt von Ernehale was so viel wie valley of eagles (Adlertal) bedeutet.

## Industrie
Zahlreiche Fabriken und Fertigungsstellen der Strumpfindustrie haben sich in dieser Stadt niedergelassen. Berühmt jedoch ist Arnold für seine Brauerei, die, 1875 gegründet, mit einem Robin Hood - Logo auf ihren Erzeugnissen warb. Sie blieb bis 1986 unabhängig und wurde danach von Scottish & Newcastle für 123 Millionen Pfund, zusammen mit den 450 dazugehörenden Gasthäusern übernommen.

## Bildung
In Arnold befinden sich mehrere Gesamtschulen, Grundschulen und Sonderschulen. Wie in vielen industriellen Vorstädten ist auch in Arnold die Jugendkriminalität ein beständiges Problem.

## Religion
In Arnold finden sich mehrere anglikanische, baptistische, methodistische, katholische und pfingstlerische Gemeinden. Eine Besonderheit ist die Zusammenarbeit dieser Gemeinden mit der Polizei in PACT - „Police and Arnold Churches Together“. Diese Arbeit beschäftigt sich vor allem mit Kriminalitätsreduktion durch Gebet.

## Söhne und Töchter der Stadt
- Richard Parkes Bonington (1802–1828), Maler
- Thomas Hawksley (1807–1893), Bauingenieur
- Alison Snowden (* 1958), Animatorin
- Andrea Lowe (* 1975), Schauspielerin